# Tiaja leonensis
Tiaja leonensis är en insektsart som beskrevs av Vladimir Sergeevich Novikov och Dietrich 2000. Tiaja leonensis ingår i släktet Tiaja och familjen dvärgstritar. Inga underarter finns listade i Catalogue of Life.